# 中共中央华东局
中共中央华东局是第二次国共内战和中华人民共和国建国初期，负责华东地区的中国共产党中央委员会领导机构。
1945年10月25日，由中共中央山东分局与中共中央华中局合并为中共中央华东局，机关驻地在山东临沂县，后有改编。随着解放军在第二次国共内战的军事胜利，机关驻地逐渐南移，迁至江苏丹阳县。上海解放后，迁入上海。中华人民共和国建国初期，负责领导华东大行政区。1954年，撤销。1960年11月，恢复设立中共中央华东局。1966年冬，结束:8—9。

## 历史

### 1945年起
1945年10月25日，中共中央山东分局与中共中央华中局在山东临沂县合并为中共中央华东局。研究者认为是在向北发展，向南防御方针下，中共中央根据各解放区人员渐次向北调动的情势下设立:8。华东局机关驻在临沂城西门里路南原德国医院的旧房子里（现临沂市电影发行公司）。
1945年8月25日，陈毅在延安参加整风运动和中共七大后起程返华中。9月26日，陈毅行至冀鲁豫边区濮阳县时，突然接到毛泽东的电报：因到山东接替罗荣桓工作的林彪转去东北，令陈毅不要再返华中，应取捷径赴山东，接替罗荣桓在山东的工作。于是，陈毅偕宋时轮、傅秋涛东进山东。9月下旬，饶漱石率华中局机关、新四军军部及第二师第四、第五旅，第四师第九旅，第七师等部共4万余人，由江苏省淮阴县向山东进发。10月初，新四军先头部队第二师第四旅、第四师第九旅到达临沂。10月4日，陈毅抵达山东军区机关所在地临沂。罗荣桓连续几天向陈毅详细介绍了山东的形势、周围的敌情、自己的看法和今后意见；介绍了留在山东的各部队军事政治素质和战斗力；介绍了干部配备情况，某些将领的脾气秉性；共同讨论了山东分局与华中局合组为华东局、新四军军部和山东军区领导机关合并后的干部配备、党政军工作的重点，讨论了阻击徐州国民党军北上的作战方案。10月20日，中共中央任命陈毅兼八路军山东军区司令员、山东分局副书记，黎玉代理山东分局书记。10月28日，饶漱石抵达临沂，华中局与山东分局留下的一部分机关合并为中共华东中央局。
11月13日，中共中央决定饶漱石任华东局书记，陈毅、黎玉任副书记，饶漱石、陈毅、黎玉、张云逸、舒同组成华东局常委会，统一领导山东、华中两大战略区的党政军工作。1945年11月26日，中共中央批准增补郭子化、李林为华东局委员。华东局成立后，原隶属于山东分局的鲁中、鲁南、滨海、渤海、胶东5个区党委，直接由华东局领导。在淮安设立华东局领导下的中共华中分局，领导陇海路以南的苏北、苏中、淮北、淮南抗日根据地以及国统区的地下党组织。1945年12月18日，中共中央批示饶漱石、陈毅、黎玉、张云逸、舒同任华东局常委，饶漱石任书记，陈毅、黎玉任副书记。1946年1月饶漱石到北平内部主持北平军调处，由陈毅代理华东局书记一职。
1945年10月24日在淮阴市华中分局、华中军区正式成立。苏北、苏中、淮北、淮南重新划分为8个地委、专署、军分区。为统一行政机构，1945年10月29日在淮阴成立苏皖边区政府， 主席李一氓、副主席刘瑞龙、季方、韦悫、方毅，淮阴市为边区政府驻地和直辖市。华中分局书记邓子恢，副书记谭震林，常委还有张鼎丞，粟裕、刘晓、曾山。委员陈丕显，管文蔚，张爱萍，刘瑞龙，萧望东，方毅，李一氓等15人。组织部长曾山，宣传部长李一氓，副部长冯定，民运部长刘瑞龙，情报部长杨帆，城工部长张登。华中军区司令员粟裕，政委邓子恢，副司令员张鼎丞。1945年10月29日，中共中央同意粟裕提议，以张鼎丞为新四军华中军区司令员、粟裕为副司令员。
1945年10月15日，以新四军军部和山东军区机关部分人员，组成津浦前线指挥部，由陈毅兼司令员，黎玉兼政委。在鲁南津浦沿线地区的新四军第一纵队、新四军第二纵队，第四季第七师和山东军区第八师共7万余人，划归津浦前线野战军建制。1946年1月7日，津浦前线野战军改称山东野战军。
- 新四军第一纵队辖3旅9团，共2.2万余人。叶飞任司令员，赖传珠任政委，谭启龙任副政委兼政治部主任，贺敏学任参谋长。司令部由苏浙军区、苏中军区抽调人员组成；政治部由浙东区党委、浙东游击纵队政治部部分人员组成。
  - 第一旅由原苏浙军区第四纵队改称，即原新四军第一师第一旅
  - 第二旅为苏南部队，其第四团由新四军第六师十八旅五十二团改称，
  - 第三旅为浙东部队，由苏浙军区第二纵队改称。
- 新四军第二纵队，于12月下旬在山东峄县合编而成。辖3旅9团，共2.64万人。原第二师师长罗炳辉任司令员，赵启民任政委，原第四师副师长韦国清任副司令员，詹化雨任参谋长，邓逸凡任政治部主任。罗炳辉升任新四军第二副军长兼山东军区第二副司令员后，韦国清接任司令员。
  - 第四旅
  - 第五旅
  - 第九旅
- 新四军第七师
- 山东八路军第八师师长兼政委王麓水

在华中方面，于1945年11月10日组成华中野战军，隶属华中军区，由粟裕兼司令员，谭震林兼政委，辖4个纵队共4万余人。
- 第7纵队：1945年11月，以新四军苏中军区部队为基础，在江苏省东台县成立，下辖5个步兵团和1个特务营，总兵力约有1万人。纵队司令员兼政治委员吉洛（姬鹏飞）、副司令员 张藩、参谋长 杜屏、政治部主任卢胜。辖第55、57、59、61、63团、纵队特务营。1946年6月2日，第10纵队兼苏北军区，机关设司令部、政治部、供给部、卫生部，辖第5、6军分区。
- 第8纵队
- 第9纵队
- 第10纵队：由新四军华中军区第5、6军分区地方武装发展起来。1946年3月，第5军分区所辖独立第1、2、3、4团与华中解放第4军合并组建。1946年5月8日，纵队正式成立，下辖6个团，共9700余人。纵队机关暂由第5军分区机关兼。司令员：谢祥军（华中军区第5军分区司令员）、政治委员：刘培善（华中野战军第7纵队司令员兼政治委员）、副司令员：常玉清（华中军区第5军分区副司令员）、参谋长：吴肃（新四军苏浙公学教育长）、政治部主任：孙克骥（华中军区政治部宣传教育部部长）、副参谋长：李元、供给部部长：刘凯夫、卫生部部长：郭光华。辖第82、84、86、87、88、89团。
- 第11纵（即新四军第5旅）

1945年12月3日新四军军部兼山东军区领导机关，军长兼山东军区司令员陈毅，政委饶漱石，副军长兼山东军区副司令员张云逸，副政委黎玉，参谋长陈士榘，政治部主任舒同，副参谋长袁仲贤，政治部副主任唐亮，后勤部部长宋裕和、副部长彭显伦。1946年4月4日，又任命罗炳辉为新四军第二副军长兼山东军区第二副司令员。新四军军部兼山东军区司令部驻在临沂城西门里路北原德国天主教堂后院，1946年12月移到临沂城东北的前河湾村（今河东区）。
1946年12月，华东局指定黄岩、李世农、陈庆先为委员组成中共淮南工委。

### 1946年12月至1954年
1946年12月24日，饶漱石自邯郸回临沂，正式重新主持华东局。撤销山东分局和华中分局，山东军区与华中军区合并为华东军区，山东野战军与华中野战军合并为华东野战军，原华中分局常委（邓子恢、谭震林、张鼎丞、粟裕、刘晓、曾山）任华东局常委。此阶段，华东局书记饶漱石、副书记陈毅、黎玉，常委张云逸、舒同、邓子恢、谭震林、张鼎丞、粟裕、刘晓、曾山。
1947年7月下旬，邓子恢与张云逸等转移到渤海地区，组成华东局工委，以邓子恢为负责人。1947年8月邓子恢一度代理华东局书记职务。
1947年9月12日，为了加强和统一对华中地区的领导，中共华东中央局决定撤消苏北、苏中两个区党委和军区，组建中共华中工作委员会(即华中工委)，作为华东局的派出机构。同时组建的还有华中行政办事处和华中指挥部，以领导苏中、苏北的坚持斗争和淮南、淮北的恢复工作。第12纵队免兼苏北军区。11月10日，中共中央华中分局和苏皖边区政府正式撤销，华东局华中工委、华中行政办事处和华中指挥部在射阳县合德镇正式成立。华中指挥部作为华中最高军事机关，由管文蔚任指挥，陈丕显兼政委，陈庆先任副指挥，姬鹏飞任副政委兼政治部主任。下辖华东野战军第11、第12纵队和第1、2、5、6、9军分区、淮北支队、淮南支队及海防纵队。
1948年2月24日，华东野战军第12纵队司令陈庆先率第34旅旅部及101、102团进入淮宝地区，华中工委决定恢复成立中共淮南区党委、淮南军区。区党委书记曹荻秋，副书记李世农；淮南军区司令陈庆先，政治部主任杨光池。
1948年2月，康生到华东之后任华东局第二副书记，陈毅任华东局第一副书记。
1948年3月14日，根据中共中央军委的命令，华东野战军第2纵队由山东诸城南下华中，抵达阜宁羊寨地区，与华东野战军第11、12纵队会合，组成华东野战军第4兵团，即苏北兵团，担负苏北战场的作战任务。韦国清为兵团司令员，陈丕显为政委、姬鹏飞为副政委。同时撤销华中指挥部番号，该指挥部机关改为苏北兵团兵团部，并成立新的苏北军区，管文蔚为司令员，陈丕显为政委，下辖第1、2、5、6、9军分区，统一领导长江以北地区地方武装。
1948年4月21日，中共中央华东局、华东军区决定，淮南、淮北军区合并成立两淮军区。5月29日，华东军区决定，两淮军区改称江淮军区。5月，邓子恢调任中原局。年底，黎玉因受批判被撤销华东局副书记职务。1949年4月，华中工委、华中行政办事处和华中指挥部结束。 
1949年2月11日，刘伯承、邓小平、张际春、陈赓4人参加华东局为委员。3月，邓小平为华东局第一书记、饶漱石为第二书记、陈毅为第三书记。6月15日，邓小平、饶漱石、陈毅、刘伯承、张鼎丞、曾山、粟裕为常务委员。中共中央华东局1949年迁上海。邓、刘、张、陈最后一次参加华东局会议为1949年8月15日，此后转西南局。
1952年至1953年，为平衡中央地方权力，中央调各大区负责人进京，即五马进京。1954年4月27日，中央撤销各大行政区一级党政机关。11月，停止工作。为弥补华东局职能空缺，1954年11月成立上海局:9。

### 1960年至1966年
1960年9月，中共中央政治局决定恢复六大中央局。11月，成立华东局。1966年冬，结束:9。

## 人员编制

### 1945年12月至1954年12月
- 书记
  - 饶漱石（1945.12-1949.3）
  - 陈毅（1946.1代理，当时饶漱石参加军事调处执行部工作）
  - 邓子恢（1947.8代理）
  - 邓小平(第一，1949.3-1949.8.15)
  - 饶漱石（第二，1949.3-1949.8.15）
  - 饶漱石（第一，1949.8.15-1952.8）
  - 陈毅（第二，1949.3-）
  - 谭震林（第三，1949.3-1952.8）
  - 张鼎丞（第四，1949.3-1952.8）
- 副书记
  - 陈毅（1945.12-1948.2）
  - 黎玉（1945.12-1948.12）
  - 陈毅（第一副书记，1948.2-1949.3）
  - 康生（第二副书记1948.2-1949）兼山东分局书记。山东分局由傅秋涛和向明主持。
- 常委
  - 1945年12月为饶漱石、陈毅、张云逸、黎玉、舒同
  - 1947年2月增加谭震林、邓子恢、粟裕
  - 1949年6月15日为邓小平、饶漱石、陈毅、张鼎丞、曾山、刘伯承、粟裕
- 委员
  - 1949年2月11日，中央指定刘伯承、邓小平、张际春、陈赓为华东局委员
  - 1949年6月15日委员17人：刘伯承、邓小平、张际春、陈赓、宋任穷）
- 秘书长
- 副秘书长
- 办公厅
  - 保卫处处长王范
- 组织部长：曾山/谭震林（兼）
- 宣传部长：舒同/冯定
  - 新华社华东总分社
  - 解放日报社
- 国民党统治区工作部（简称国区部）：1947年2月以新四军第七师留守处为班底成立，部长曾希圣、副部长李步新、黄耀南。第七师的大成公司划归国区部直属，工作重点除了筹款筹资，还要打通山东安东卫港口、石臼所港至上海的海上交通线，为南下敌后的大批军政人员提供经费和护送。大成公司在上海的各个摊子，统交新成立的上海工作组统一领导。1947年9月中旬，华东局在新金县（今辽宁省大连市普兰店区）宣布国区部撤销，曾希圣、李步新率国区部及武装人员南下停留在阜阳一带，后曾希圣被任命为豫西军区司令员、二野副参谋长。李步新任华野第四纵队副政委，华野先遣纵队副政委；黄耀南与撤至烟台的家属老弱会合后经海路撤至大连；蔡辉带领警卫队在胶东一带打游击。
- 统战部（情报部、情报一部）：1946年底，华东局决定将山东军区司令部情报处改为华东局统战部。
- 城工部：原山东分局城工部改为华东局城工部，主要领导济南、青岛、徐州和连云港等城市的工作。部长杨一辰、副部长王见欣、王尧山；秘书长周而复。
- 政策研究室
- 社会部（-1950.2）
- 农村工作部
- 财经委员会
  - 财政部部长朱毅
  - 山东矿业公司经理朱毅（华东局财委副主任、副书记兼）
  - 华东局财委驻大连工作委员会：统一领导华东各个地区在大连设立的机构，工委书记朱毅，工委委员李竹平、曹鲁、周嘉琳、朱宏升等。1947年7月1日，朱毅任建新公司经理。1948年秋，中央军委电令，建新公司改属军委领导，委托东北军区军工部代。
- 纪律检查委员会（1949.10-1954.8）
- 文艺工作委员会
- 台湾工作委员会（1950.3）
- 职工运动委员会
- 青年运动委员会
- 妇女运动委员会
- 外事委员会
- 华东党校
- 华东局直属机关委员会
- 华东军政委员会直属机构委员会

### 1960年11月至1966年
1960年7月，北戴河工作会议拟定恢复各中央局。9月，中央政治局会议决定成立各中央局。 1961年1月18日，中共八届九中全会批准了1960年9月中央政治局关于成立六个中央局的决定。
- 书记：
  - 柯庆施（第一书记，上海市委第一书记、南京军区第一政委）
  - 曾希圣（第二书记，安徽省委第一书记，至1962.2）
  - 李葆华（第三书记，安徽省委第一书记，1962.2-1967.1）
- 书记处书记：
  - 叶飞（福建省委第一书记）
  - 江华（浙江省委第一书记）
  - 江渭清（江苏省委第一书记）
  - 陈丕显（上海市委书记处书记）
  - 许世友（南京军区司令员）
  - 杨尚奎（江西省委第一书记）
  - 谭启龙（山东省委第一书记）
  - 魏文伯（1965.10-1966）
  - 韩哲一（1961.2-1965.10）
- 书记处候补书记
  - 魏文伯 (兼秘书长，1960.11-1965.10)
  - 韩哲一
- 办公厅
- 组织部
- 宣传部
- 计划委员会
- 经济委员会
- 农村工作办公室
- 财贸工作办公室